# Xylothamia riskindii
Xylothamia riskindii là một loài thực vật có hoa trong họ Cúc. Loài này được (B.L.Turner & G.Langford) G.L.Nesom miêu tả khoa học đầu tiên năm 1990.